# Brandeis Verlag
Brandeis Verlag und Medien ist ein deutscher Fachverlag für das Möbelspeditionswesen und Betreiber eines Umzugsportals mit Hauptsitz in Flörsheim am Main.

## Geschichte
Brandeis ist seit 1946 Herausgeber einer deutschsprachigen Fachzeitschrift für Umzugsunternehmen und Möbelspediteure der möbelspediteur. Mit Lizenz Nr. 15 vom 20. Januar 1946 erteilten die Besatzungsbehörden in Schleswig-Holstein dem Verleger Werner Brandeis aus Lübeck die Erlaubnis zur Herausgabe der Fachzeitschrift der möbelspediteur. Im März 1947 begann die Zusammenarbeit mit dem sich gerade organisierenden Bundesverband Möbelspeditionen, damals noch „Interzonen-Arbeitsausschuss des Möbeltransportgewerbes“, der den Verlag damit beauftragte, den möbelspediteur als offizielles Organ des Verbandes herauszugeben. In den folgenden Jahrzehnten entwickelte der Verlag in enger Zusammenarbeit mit dem Bundesverband ein umfassendes Produktportfolio, das auf die Bedürfnisse der Berufsgruppe der Möbelspediteure und Umzugsunternehmen abgestimmt war. Dazu zählten Formulare, Handbücher, Tarif- und Adressbücher und Wagenlisten, mit denen ein Laderaumausgleich organisiert werden konnte. Ende 2012 beendete der Bundesverband Möbelspedition und Logistik (AMÖ) e.V. die Mitarbeit an der möbelspediteur. Seit Januar 2013 wird die Publikation erstmals in der Geschichte als unabhängige Fachzeitschrift mit einer eigenständigen Redaktion produziert. Die Chefredaktion führt der Journalist Marc Weinard.
Brandeis Verlag und Medien GmbH & Co. KG ist eine 100-prozentige Tochter der DMG AG mit Sitz in Flörsheim am Main. Nach der Gründung 1946 in Oldenburg durch den Verleger Werner Brandeis (1902–1975) wurde der Verlagssitz mehrfach verlegt, zunächst 1955 nach Frankfurt am Main, 1987 nach Neu-Isenburg. Seit Übernahme durch die DMG AG im Jahre 1999 hatte Brandeis Verlag und Medien seinen Sitz in Hattersheim am Main. Seit Januar 2012 ist der Verlagssitz in Flörsheim.

## Produkte
Das Umzugsportal Umzuege.de ist eine Webadresse zum Thema Umzug und Umzugsunternehmen im deutschsprachigen Netz. Seit 1997 macht es sich der Verlag zur Aufgabe, Kontakte zwischen Umzugsfirmen und Umziehenden zu ermöglichen. Die Fachzeitschrift der möbelspediteur erschien von 1946 bis 2012 14-täglich in 25 Ausgaben pro Jahr. Im Januar 2013 wurde die Erscheinungsweise auf eine monatliche umgestellt. Thematische Schwerpunkte sind neben Nachrichten aus dem Gewerbe Informationen zu den Themen Politik, Wirtschaft, Unternehmensführung, Technik und Recht.
Mit rund 3.000 Einträgen ist das jährlich erscheinende European Movers ein europäisches Adressverzeichnis international tätiger Umzugsunternehmen. Basis für die tägliche Arbeit der Umzugsunternehmen und ihrer Kunden sind Vordrucke wie Umzugs- und Lagerverträge, Arbeitsbescheinigungen und Versicherungszertifikate. Daneben zählen Werbemittel wie Kalender und Broschüren – etwa der „Ratgeber Umzug mit“ Tipps und Tricks für den Umzugskunden – zu den spezifischen Produkten des Verlages.